# Динко Динков (писател)
Динко Маринов Динков е български поет и писател.
Роден е на 9 май 1977 година в Стара Загора. Живее и твори в Бургас. Завършва българска филология и журналистика в Пловдивския университет „Паисий Хилендарски“. Работи като учител по български език и литература във Вечерното средно училище „Захари Стоянов“, в ПГМКР „Свети Никола“ и в Спортното училище „Юрий Гагарин“ в Бургас.
Членува в Сдружение „Бургаска писателска общност“ и в Съюза на българските писатели. През 2010 г. издава стихосбирката „Морска колония“, през 2014 г. – „Гмуркачът“, през 2015 г. – сборника с разкази „Уморен“, през 2016 г. – стихосбирката „Хубава Яна“, през 2017 г. – „Непоискани дълбини“.
Последната му книга – сборникът с разкази „Богородични морета" излиза от печат през октомври 2023г.